# Отьой-Отуйе
Отьой-Отуйе (на френски: Autheuil-Authouillet) е село в северна Франция, част от департамента Йор на регион Нормандия. Населението му е около 960 души (2015).
Разположено е на 30 метра надморска височина в Парижкия басейн, на 11 километра североизточно от Еврьо и на 80 километра северозападно от центъра на Париж. Селището е създадено през 1971 година с обединението на известните от средата на XI век села Отьой и Отуйе.

## Известни личности
Починали в Отьой-Отуйе
- Симон Синьоре (1921 – 1985), актриса